# 강원특별자치도속초양양교육지원청
강원특별자치도속초양양교육지원청(江原特別自治道束草襄陽敎育支援廳, Sokcho Yangyang Office of Education)은 대한민국 강원특별자치도교육청 산하 교육지원청이다. 속초시와 양양군을 관할한다.
교육장은 장학관으로 보한다.

## 산하기관

### 속초시
초등학교
| - 교동초등학교 - 대포초등학교 - 설악초등학교 | - 소야초등학교 - 속초초등학교 - 영랑초등학교 | - 온정초등학교 - 조양초등학교 - 중앙초등학교 | - 청대초등학교 - 청봉초등학교 - 청호초등학교 |

중학교
| - 설악중학교 - 설온중학교 - 속초중학교 - 속초해랑중학교 |

### 양양군
초등학교
| - 강현초등학교 - 광정초등학교 - 남애초등학교 - 상평초등학교 - 공수전분교 - 현서분교 | - 손양초등학교 - 송포초등학교 - 양양초등학교 - 오색초등학교 - 인구초등학교 - 임호분교 | - 조산초등학교 - 한남초등학교 - 현북초등학교 | - 현성초등학교 - 회룡초등학교 |

중학교
| - 강현중학교 - 양양중학교 - 현남중학교 - 현북중학교 |